# Calmecate
Calmecate är en ort i Mexiko.   Den ligger i kommunen Tamalín och delstaten Veracruz, i den sydöstra delen av landet, 260 km nordost om huvudstaden Mexico City. Calmecate ligger 81 meter över havet och antalet invånare är 209.
Terrängen runt Calmecate är huvudsakligen platt, men söderut är den kuperad. Terrängen runt Calmecate sluttar norrut. Runt Calmecate är det ganska tätbefolkat, med 134 invånare per kvadratkilometer. Närmaste större samhälle är Naranjos, 12,3 km sydost om Calmecate. Omgivningarna runt Calmecate är en mosaik av jordbruksmark och naturlig växtlighet.